# Hylica paradoxa
Hylica paradoxa är en insektsart som beskrevs av Carl Stål 1863. Hylica paradoxa ingår i släktet Hylica och familjen dvärgstritar. Inga underarter finns listade i Catalogue of Life.